# ICお引っこしサービス
iCお引っこしサービス（アイシーおひっこしサービス）とは、NTTドコモの第三世代携帯電話 (FOMA) のFelica搭載携帯電話に搭載されているICカードのデータを機種変更などの際に別端末に移動するサービス。2013年11月19日まで提供されていた。

## 概要
- 従来、機種変更や端末故障による端末交換などにおいて、端末に搭載されているICカードのデータを移行する手段は、電子マネーなどの提供企業の提供する移行サービス以外はなく、場合によっては、ICカードのデータを移行できない場合もあった。
- それを受け、ICカードのデータ移行を行えるようにしたのがこのサービスである。
- 利用料は無料で、ドコモショップで実施することができる。実施する場合は故障時を除き、利用者自らが設置されている専用端末を利用して移行することになる。
- データのみが移行されるため、利用するためにはiアプリの再ダウンロードが必要。
- 移行対象外のサービスもあるが、そのデータも移行時に消去されてしまうため事前に確認しておく必要がある。
- 移行後は移行元の端末のICカード内のデータは自動的に消去される。
- モバイルSuicaは移行出来ないため、端末で移行作業を行う前に「モバイルSuica」のデータお預けとICアプリの削除が必要である。

## 利用可能機種
以下の機種間のみで利用可能である（70xシリーズでは、703i以降のFelicaが搭載されている携帯電話のみ利用可能）。
- 新型番シリーズ
- 906iシリーズの全機種
- 905iシリーズの全機種およびN905iBiz
- 904iシリーズの全機種
- 903iシリーズの全機種
- 706iシリーズの全機種（ただしL706ie、NM706iは利用できない）
- 705iシリーズ（ただしL705iX、NM705iは利用できない）
- D704i、F704i、P704i、SH704i、SO704i
- F703i、P703i、SH703i、SO703i、N703iD
- F884i
- 2008年冬モデル～2009年秋モデル
  - F-01A、F-02A、F-03A、F-04A、F-08A、F-09A
  - P-01A、P-02A、P-03A、P-04A、P-05A、P-06A、P-07A、P-08A、P-09A、P-10A
  - N-01A、N-02A、N-03A、N-04A、N-05A、N-06A、N-07A、N-08A、N-09A
  - SH-01A、SH-02A、SH-03A、SH-04A、SH-05A、SH-06A、SH-07A、SH-08A
  - L-04A、L-06A

- 2009年冬モデル～2010年秋モデル
  - L-01B、L-02B、L-04B
  - N-01B、N-02B、N-03B、N-04B、N-05B、N-07B
  - P-01B、P-02B、P-03B、P-04B、P-05B、P-06B
  - F-01B、F-02B、F-03B、F-04B、F-05B、F-06B、F-07B、F-08B
  - SH-01B、SH-02B、SH-03B、SH-04B、SH-05B、SH-06B、SH-07B、SH-08B、SH-09B

- 2010年～2011年秋モデル
  - P-01C、P-02C、P-03C、P-04C、P-05C、P-06C
  - N-01C、N-02C、N-03C、N-05C、CA-01C
  - SH-01C、SH-02C、SH-04C、SH-05C、SH-06C、SH-09C、SH-10C、SH-11C
  - F-01C、F-02C、F-03C、F-04C、F-05C、F-07C、F-09C、F-10C、F-11C

- SH-03D、P-03D、N-03D、N-02D、F-06D、F-04D、F-02D
- N-01F、SH-03E、N-07E、F-01E、N-01E

## 歴史
- 2006年11月9日 NTTドコモが903iシリーズの発表と同時にこの機能を発表
- 2013年7月31日 サービスの利用者減少を理由としてサービス終了を発表[1]
- 2013年11月19日 サービス終了